# José María del Nido Benavente
José María del Nido Benavente (Sevilla, 6 d'agost de 1957) és un advocat sevillà, especialment conegut per haver estat president del Sevilla FC des del 27 de maig de 2002 fins al 9 de desembre de 2013. És accionista i conseller delegat de Sevillistas de Nervión S.A. (societat que posseeix al voltant del 35% del capital social del club sevillista). També és vocal de la Junta Directiva de la Reial Federació Espanyola de Futbol (RFEF).
Va estar a la presó del 5 de març de 2014 fins al 21 d'abril de 2017 al haver estat declarat culpable dels delictes de prevaricació i malversació al cas Minutas.

## Sevilla FC
Pertany a una família de tradició sevillista; el seu pare, José María del Nido Borrego va ser vicepresident del club el 1971, sota la presidència de José Ramón Cisneros. Va pertànyer a Fuerza Nueva. Va accedir per primera vegada a la junta directiva del club, a l'octubre de 1986, com a vicesecretari de la junta, essent el president de l'entitat Luis Cuervas Vilches.
L'agost de 1995, mentre era vicepresident de l'entitat, va haver d'afrontar una crisi institucional al club motivada per la seva exclusió de la Lliga de Futbol Professional (LFP) i el seu conseqüent descens a Segona Divisió B, per la manca de presentació d'uns avals en el temps marcat, segons exigència fixada per la Llei de l'Esport. En aquest període, per dimissió de l'anterior president Luis Cuervas, i fins a l'octubre, va exercir com a president interí del club. Els problemes van quedar finalment resolts amb resultats favorables per al club, i pogué mantenir la categoria gràcies a l'aprovació dels clubs de primera i segona divisió i a l'ampliació a 22 equips de la primera divisió.
El 9 de desembre de 2013 es veié obligat a abandonar la presidència del Sevilla FC després de ser ratificada la seva condemna a set anys de presó pel Tribunal Suprem.